# Westdeutscher Skiverband

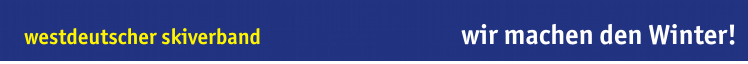
Logo des wsv

Der Westdeutsche Skiverband (Eigenbezeichnung: westdeutscher skiverband e. v., wsv) ist die Dachorganisation aller Ski- und Snowboardsportler in Nordrhein-Westfalen. Der WSV hat insgesamt rund 54.000 Mitgliedern in rund 350 Vereinen. Skisport in Nordrhein-Westfalen hat Tradition und etablierte sich im 19. Jahrhundert in den deutschen Mittelgebirgen, dem Sauerland, dem Bergischen Land und der Eifel. Im Jahr 1906 wurde der erste Skiklub in Düsseldorf gegründet. Es folgten 1907 die Vereine in Arnsberg, Dortmund, Duisburg, Bonn, Hagen, Köln und Winterberg und machten somit den ersten Schritt zum organisierten Skisport in NRW. Seine heutige Gestalt nahm der Westdeutsche Skiverband nach dem Zweiten Weltkrieg an, als man 1947 infolge der neuen Länderbildung durch die Militäradministration die regionalen Skiverbände des Sauerlands, des Bergischen Landes und der Eifel unter einem Dach vereinte. In den 1960er-Jahren schaffte sich der Verband mit dem Bau eines festen Domizils in Meinerzhagen die Verbandsgeschäftsstelle mit dem angegliederten Landesleistungszentrum mit entsprechenden Sport- und Unterbringungsmöglichkeiten. Das offizielle Verbandsorgan des WSV, integriert in der Zeitschrift SkiMAGAZIN, gibt darüber Auskunft, was sich in puncto Verbands- und Vereinsarbeit bewegt. Ferner werden Informationen über neue Skitechniken, Skimaterialien und über die Touristik geliefert.

## Leistungssport im WSV
Seit der Entstehung des Verbandes hat er sich in sportlicher Hinsicht zu einem leistungsfähigen und einem der mitgliederstärksten Skiverbände im Deutschen Skiverband entwickelt. Sportler aus dem WSV nehmen seit vielen Jahren an nationalen und internationalen Wettkämpfen teil. Weltmeisterschaften und Olympiaden sind fester Bestandteil im sportlichen Zyklus des Verbandes.
Besonders im Nachwuchsbereich kann der Verband auf Medaillen und Titeln bei Nordischen und Biathlon-Juniorenweltmeisterschaften verweisen. Die Trainingsarbeit wird von hauptamtlichen Trainern und Honorartrainern in den einzelnen Disziplinen geleitet. Vieles geschieht auf rein ehrenamtlicher Basis in Zusammenarbeit mit den Vereinen. Im Spannungsfeld von Schule und Leistungssport steht den WSV-Sportlern insbesondere aus dem Biathlon- und dem Nordischen Bereich das Sportinternat in Winterberg – Neuastenberg im Teil- sowie im Vollzeitbereich für eine pädagogische Betreuung zur Verfügung. Eine weitere wesentliche Unterstützung erfährt der WSV-Leistungssport in seiner Trainings- und Wettkampfarbeit durch das Innenministerium NRW, den LandessportBund NRW, die Sportstiftung NRW und den Olympiastützpunkt Westfalen/Außenstelle Hochsauerland.

### Biathlon
Seit über zwei Jahrzehnten ist die aus Skilanglauf und Schießen zusammengesetzte Disziplin Biathlon ein Bestandteil im Sportangebot des Westdeutschen Skiverbands. Besonders erfolgreich stellt sich die Nachwuchsarbeit dar, durch die im WSV mehrere Meistertitel errungen wurden. So steht im Verbandsgebiet den Biathlonsportlern am Bundes- und Landesleistungsstützpunkt Winterberg ein Kleinkaliber-Schießstand in Neuastenberg mit einer beleuchteten Skirollerbahn für das ganzjährige Training zur Verfügung. Daneben unterhalten die Biathlon treibenden Vereine Anlagen mit Schießständen für das Luftgewehrtraining.

### Nordisch
Der nordische Skisport hat von Anfang an eine zentrale Bedeutung im Verband eingenommen. Mit Ausnahme der begrenzten Schneesicherheit verfügt das Sauerland von der Topografie und den Sportanlagen her über international vergleichbar gute Trainings- und Wettkampfbedingungen. Die Palette der Sprungschanzen reicht vom Übungshügel (ab Weiten von 8 Metern) bis zur 80-Meter-Schanze. Dank der Belegung mit Kunststoffmatten ist ein Übungsbetrieb auf den Schanzenanlagen von Winterberg und Meinerzhagen ganzjährig möglich. Der Bau von kombinierten Sportanlagen mit Beleuchtung ermöglicht es, den Langläufern und Nordisch-Kombinierten in den Sommer- und Herbstmonaten ihr Training mit dem Skiroller auf asphaltierten Wegen zu absolvieren. Im Herbst und Frühwinter finden die wesentlichen Vorbereitungslehrgänge in Skandinavien und im Alpenraum statt.

### Snowboard
Seit Jahren widmet sich der WSV den Snowboardfahrern, es wurden einige Erfolge von WSV-Sportlerinnen und Sportlern bei nationalen und internationalen Wettkämpfen erzielt. Auch in dieser Sportart stellt der WSV Mitglieder im Nationalkader.

### Rollski nordisch
Der Rollski war ursprünglich als Trainingsgerät der Skilangläufer für die schneelose Zeit gedacht. Über die Jahre hat sich daraus eine eigene Wettkampfsportart entwickelt. Skirollerrennen gibt es in klassischer Lauftechnik (meistens Bergläufe) und auch in der Skating-Technik. Auch im WSV werden z. B. Verbandsmeisterschaften im Rollski nordisch ausgeschrieben. Der Westdeutsche Skiverband stellte bei Weltcuprennen sowie Welt und Europameisterschaften Sportler.

### Ski-Inline
Im Sommer werden Inlinewettbewerbe im Bereich Alpin als Slalom, Riesenslalom oder Parallelslalom und im Bereich Ski Nordisch als Nordic Blading veranstaltet. Sie werden als Wettkampfserien (WSV-Cup) und als Meisterschaften durchgeführt.

### Grasski
Der Grasskisport im Westdeutschen Skiverband ist seit vielen Jahren fester Bestandteil des Sommerskisports. Ausgeübt wird der Sport von April bis September. Haupttrainingsgelände der WSV-Grasskimannschaft ist der Skihang in Neunkirchen-Altenseelbach. Die WSV-Aktiven stellen Mitglieder des Nationalkaders und haben sich zu einer der stärksten Landesverbandsmannschaften im DSV entwickelt. Dies belegen viele internationale Erfolge, darunter sechs Goldmedaillen bei Junioren-Weltmeisterschaften.

## WSV-Lehrwesen

### Lehrteam
Ein wichtiger Bestandteil im Bereich Breitensport ist die Arbeit des WSV-Lehrteams. Hier wird großen Wert auf eine qualifizierte Ausbildung von Instruktoren und Skilehrern gelegt, um eine qualifizierte Basisarbeit und skiläuferische Betreuung während der Fahrten sicherstellen zu können. Die Aus- und Fortbildungsmaßnahmen werden in Theorie und Praxis von verbandseigenen Ausbildern durchgeführt. Das 60-köpfige WSV-Lehrteam bildet in den Disziplinen Alpin, Snowboard und Langlauf aus.

### WSV-Skischulen
Darüber hinaus existieren im gesamten Verbandsgebiet 38 Skischulen, deren Organisation durch die örtlichen Vereine erfolgt. Jährliche Fortbildungsmaßnahmen für die Skilehrer durch das WSV-Lehrteam gewährleisten Skikurse nach den neuesten technischen
und methodischen Erkenntnissen.

### Nordic Walking
Der Westdeutsche Skiverband war einer der ersten Verbände, der sich der neuen Bewegungsform „sportliches Gehen mit Stockeinsatz“ angenommen hat. Schon bevor Nordic Walking zum Trend wurde, wurde es als Trainingsform für Langläufer („Skigang im Grünen“) eingesetzt. Im Verbandsgebiet sind bereits eine Reihe von DSV-Aktiv-Zentren entstanden sowie ein Nordic-Walking-Ausbildungszentrum in Meinerzhagen. Eigens vermessene und homologierte Strecken sind erschlossen und beschildert.

### Freizeit- und Breitensportangebote
Im WSV-Freizeitsportkalender sind Vereinstourenwettbewerbe im Skilanglauf und im Wandern (sowohl in der Mannschafts- als auch in den Einzelwertungen), die Nordic Walking Wettbewerbe sowie diverse Vereinsveranstaltungen wie Volksskiläufe (Langlauf), Volleyballturniere und vereinsübergreifende Sportveranstaltungen erfasst.

## WSV-Jugend
Die Schneesportjugend im Westdeutschen Skiverband ist die Dachorganisation aller Kinder und Jugendlichen in Skivereinen und Skiclubs in Nordrhein-Westfalen und ist Mitgliedsorganisation der Skijugend im DSV und der Sportjugend im LandessportBund. Die Jugend vertritt den Leistungssport in allen wintersportlichen Disziplinen und den Breitensport.
Darüber hinaus bietet der westdeutsche Skiverband für alle Kinder und Jugendlichen, welche nicht unbedingt Mitglied eines Skivereins
sein müssen, Ski- und Snowboardgruppenreisen an. Für diese Reisen setzt der Westdeutsche Skiverband qualifizierte Ski- und Snowboard-Instructoren, DSV-Skilehrer und DSV-Snowboardlehrer zur Betreuung der Kinder und Jugendlichen – die so genannten Jugendfahrtenleiter (JFL) – ein.

## WSV-Touristik
Seit fast 50 Jahren betreibt der Verband eine eigenständige Touristik-Abteilung. Hier wird nicht nur für Mitglieder, sondern für alle interessierten Wintersportler ein breites Angebot an Skifreizeiten und Familienfahrten organisiert. Die Organisation im Skigebiet übernehmen die Skilehrer (Fahrtenleiter). Der umfangreiche Reisekatalog bietet Jugendfahrten, Familienfahrten, Singlefahrten und Seniorenfahrten an. Darüber hinaus werden spezielle Reisen für Anfänger angeboten. Das Programm wird abgerundet durch Angebote für Snowboard- und Langlaufbegeisterte. Die Reiseziele des WSV liegen vorwiegend in den Österreichischen und Schweizer Alpen, aber auch die Dolomiten in Italien und die Französischen Alpen werden angefahren.